# Mateo Núñez de Sepúlveda
Pour les articles homonymes, voir Núñez.
Mateo Núñez de Sepúlveda (1611-1660) fut un peintre espagnol.
Né à Cadix et mort à Madrid, il obtint du roi Philippe IV d'Espagne les titres de peintre, doreur et grand maître de la Peinture des Armées d'Espagne.